# Baalzebub baubo
Espèce
Baalzebub baubo est une espèce d'araignées aranéomorphes de la famille des Theridiosomatidae.

## Distribution
Cette espèce se rencontre au Costa Rica, au Panama et au Brésil.

## Description
Le mâle holotype mesure 1,5 mm et la femelle paratype 1,6 mm. Les mâles mesurent de 1,2 à 1,5 mm et les femelles de 1,5 à 2,0 mm.

## Publication originale
- Coddington, 1986 : The genera of the spider family Theridiosomatidae. Smithsonian Contributions to Zoology, no 422, p. 1-96 (texte intégral).